# 2000 AH142
2000 AH142 är en asteroid i huvudbältet som upptäcktes den 5 januari 2000 av LINEAR i Socorro County, New Mexico.
Asteroiden har en diameter på ungefär 12 kilometer och den tillhör asteroidgruppen Veritas.